# Nzefu-Loi
Nzefu-Loi又称Water Elephant是一种出没于中非刚果民主共和国湖泊附近的神秘生物。据记载，Nzefu-Loi体型与河马相当，颈部长度是非洲象的两倍，可以在水中与陆地活动。据当地卢巴人表示，在过去他们曾以陷阱猎杀这种动物。有研究者认为Nzefu-Loi是幸存的恐象，法国动物学与神秘动物学家贝尔纳·厄韦尔曼斯便曾提出中非仍有恐象生存的理论。而另一类似理论则认为Nzefu-Loi是亲水的侏儒大象。研究者保罗·波尼维尔（Paul Bonnivair）提出Nzefu-Loi可能是幸存的蜥脚类恐龙。